# لیگ قهرمانان افغانستان ۰۴–۱۴۰۳
لیگ قهرمانان افغانستان ۰۴–۱۴۰۳ چهارمین فصل لیگ قهرمانان افغانستان، لیگ افغانستان برای باشگاه‌های فوتبال، از زمان تأسیس آن درسال ۱۴۰۰ بود. این فصل در ۱۶ آذر ۱۴۰۳ آغاز شد. دوازده تیم در مجموع شصت و شش مسابقه شرکت کردند. تمامی مسابقات در ورزشگاه فدراسیون فوتبال هرات در هرات برگزار شد. و قهرمان این فصل جواز حضور در مرحله پلی‌آف چلنج لیگ آسیا ۲۶–۲۰۲۵ را به دست آورد.
اتک انرژی با قهرمانی در فصل‌های ۱۴۰۱ و۱۴۰۳ مدافع عنوان قهرمانی بود. ابومسلم، اتک انرژی را از سلطنت خلع کرد و نخستین عنوان خود را در این روند به دست آورد و قهرمان جدید لیگ نام گرفت. یکی از آخرین بازی‌های ابومسلم در برابر عدالت در پیروزی بحث‌برانگیز ۸–۰ در برابر عدالت، با اتهامات تبانی مخدوش شد.

## خلاصه فصل
تیم ابومسلم فراه قهرمان این دوره شد و تیم‌های اتک انرژی و سرخ‌پوشان خوافی به ترتیب دوم و سوم شدند. و تیم‌های پیروزی و صرافان نخستین حضور خود را در لیگ قهرمانان فوتبال افغانستان تجربه می‌کردند.
در این رقابت‌ها ۱۲ تیم از ولایات مختلف افغانستان شرکت کرده بود که از میان این تیم‌ها، عدالت فراه و خدیم سرپل به لیگ‌های ولایتی خود سقوط کردند.

## حواشی
تیم خدیم سرپل در تاریخ ۱۴ دی ماه ۱۴۰۳ با ثبت یک اعتراض و شکایت، قبل از اتمام فصل چهارم از این رقابت‌ها کنار کشید. این تیم طی نامه ای رسمی به فدراسیون فوتبال افغانستان از میزبانی ولایت هرات در فصل چهارم لیگ قهرمانان فوتبال افغانستان شکایت کرد.
و در ادامه باشگاه اتک انرژی هم به نحوره قهرمانی باشگاه ابومسلم معترض بود و ابومسلم و عدالت را به تبانی محکوم کرد. و قهرمانی ابومسلم را نادرست و ناحق خواند.

## تیم‌ها
| باشگاه       | ولایت  |
| ------------ | ------ |
| ابومسلم      | فراه   |
| عدالت        | فراه   |
| عینومینه     | قندهار |
| اتک انرژی    | هرات   |
| استقلال      | کابل   |
| خدیم         | سرپل   |
| خراسان       | فاریاب |
| موج ساحل صحت | تخار   |
| پیروزی       | کابل   |
| صرافان       | هرات   |
| سرسبز یاشلر  | فاریاب |
| سرخپوشان     | هرات   |

## جدول لیگ

### جدول رده‌بندی
| رتبه | تیم          | بازی | برد | مساوی | باخت | گل زده | گل خورده | گل تفاضل | امتیاز | صعود یا سقوط                |
| ---- | ------------ | ---- | --- | ----- | ---- | ------ | -------- | -------- | ------ | --------------------------- |
| ۱    | ابومسلم (C)  | ۱۱   | ۱۰  | ۱     | ۰    | ۳۲     | ۵        | ۲۷+      | ۳۱     | پلی‌آف چلنج لیگ آسیا ۲۶–۲۰۲۵ |
| ۲    | اتک انرژی    | ۱۰   | ۹   | ۱     | ۰    | ۲۵     | ۳        | ۲۲+      | ۲۸     |                             |
| ۳    | سرخپوشان     | ۱۱   | ۸   | ۱     | ۲    | ۲۵     | ۱۰       | ۱۵+      | ۲۵     |                             |
| ۴    | خراسان       | ۱۱   | ۴   | ۳     | ۴    | ۱۲     | ۱۸       | ۶−       | ۱۵     |                             |
| ۵    | استقلال      | ۱۱   | ۴   | ۲     | ۵    | ۱۲     | ۲۵       | ۱۳−      | ۱۴     |                             |
| ۶    | صرافان       | ۱۱   | ۳   | ۴     | ۴    | ۱۰     | ۱۲       | ۲−       | ۱۳     |                             |
| ۷    | سرسبز یاشلر  | ۱۱   | ۳   | ۳     | ۵    | ۱۴     | ۱۴       | ۰        | ۱۲     |                             |
| ۸    | موج ساحل صحت | ۱۱   | ۴   | ۰     | ۷    | ۱۱     | ۱۵       | ۴−       | ۱۲     |                             |
| ۹    | عینومینه     | ۱۱   | ۳   | ۲     | ۶    | ۹      | ۱۵       | ۶−       | ۱۱     |                             |
| ۱۰   | پیروزی       | ۱۰   | ۲   | ۲     | ۶    | ۹      | ۲۱       | ۱۲−      | ۸      |                             |
| ۱۱   | عدالت        | ۱۱   | ۱   | ۳     | ۷    | ۱۵     | ۲۴       | ۹−       | ۶      | سقوط به لیگ‌های ولایتی       |
| ۱۲   | خدیم (D)     | ۹    | ۰   | ۴     | ۵    | ۸      | ۲۰       | ۱۲−      | ۴      | سقوط به لیگ‌های ولایتی       |

1. ↑  فدراسیون فوتبال افغانستان پس از تخطی از مقررات مسابقات، سقوط خدیم را اعلام کرد.[۱۰]

## جوایز
آخرین بروزرسانی در ۲۶ اسفند ۱۴۰۳
| جایزه              | گیرنده          | تیم       |
| ------------------ | --------------- | --------- |
| بهترین گلزن        | فرهاد علیزاده   | سرخپوشان  |
| بهترین بازیکن      | ذوالفقار نظری   | ابومسلم   |
| بهترین دروازه‌بان   | فیصل حمیدی      | اتک انرژی |
| بهترین بازیکن جوان | عزت‌اللّٰه رحیمی   | صرافان    |
| بهترین مربی        | یوسف مهندس زاده | سرخپوشان  |
| بازی جوانمردانه    | عینومینه        | عینومینه  |